# Lijst van personen uit Athene
Deze lijst geeft een overzicht van personen die geboren zijn in de Griekse stad Athene met een artikel op de Nederlandstalige Wikipedia. De lijst is gesorteerd op geboortejaar.

## Geboren in Athene

### Voor 1900
- Dimitrios Rallis (1844-1921), politicus
- Périclès Pantazis (1849-1884), schilder
- Alexandros Zaimis (1855-1936), staatsman
- Jean Moréas (1856-1910), Frans schrijver van Griekse afkomst
- Alexandros Touferis (1876-1958), atleet
- Ioannis Persakis (1877-1943), atleet
- Vasilios Xydas (1877-onbekend), atleet
- Alexandros Khalkokondilis (1880-onbekend), atleet
- Andreas van Griekenland (1882–1944), Griekse prins
- Alexandros Papagos (1883–1955), militair en staatsman
- Alberto Savinio (1891-1952), Italiaans kunstenaar
- Dimitri Mitropoulos (1896-1960),  dirigent, pianist en componist
- Aspasia Manos (1896-1972), Prinses van Griekenland en Denemarken

### 1900–1929
- Xenofon Zolotas (1904–2004), econoom en politicus
- Stavros Niarchos (1909-1996), reder
- Gina Bachauer (1913-1976), pianist
- Georgios Rallis (1918-2006), politicus
- Melina Mercouri (1920–1994) actrice, zangeres en politica
- Dimitrios Ioannidis (1923-2010), militair

### 1930–1939
- Nico Minardos (1930-2011), acteur
- Ioannis Paleokrassas (1934-2021), politicus
- Nicolas Roussakis (1934-1994), componist, muziekpedagoog, dirigent en klarinettist
- Theo Angelopoulos (1935-2012), filmregisseur en journalist
- Jimmy Makulis (1935-2007), schlagerzanger
- Sokratis Kokkalis (1939), zakenman

### 1940–1949
- Nikiforos Diamandouros (1942), politicoloog
- Maria Farantouri (1947), zangeres
- Georgios Karatzaferis (1947), politicus en voorzitter van LAOS
- Robert Williams (1949-2022), zanger

### 1950–1959
- Andonis Samaras (1951), politicus
- Dimitris Avramopoulos (1953), politicus en diplomaat
- Dora Bakogianni (1954), politica en minister
- Kostas Karamanlis (1956), politicus en voormalig premier
- Andreas Zapatinas (1957), auto-ontwerper
- Savina Yannatou (1959), zangeres

### 1960–1969

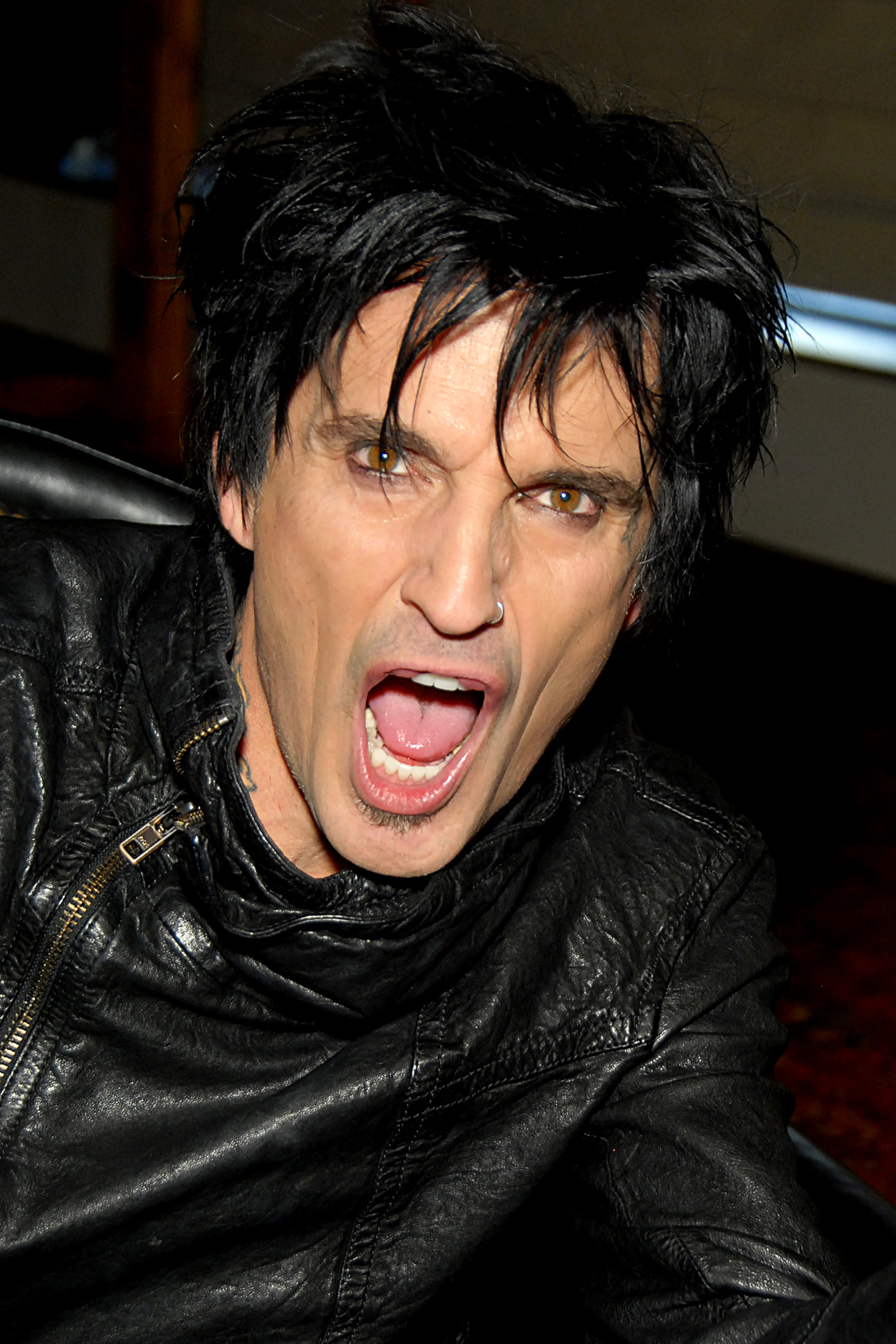
Drummer Tommy Lee (1962)

- Aris Christofellis (1960), sopraan
- Giorgios Papakonstandinou (1961), econoom en politicus
- Mariana Efstratiou (1962), zangeres
- André van der Toorn (1962), Nederlands presentator
- Tommy Lee (1962), drummer
- Fofi Gennimata (1964-2021), politica
- Vassilis Tsabropoulos (1966), pianist en componist
- Stelios Haji-Ioannou (1967), ondernemer

### 1970–1979
- Giorgos Alkaios (1971), zanger

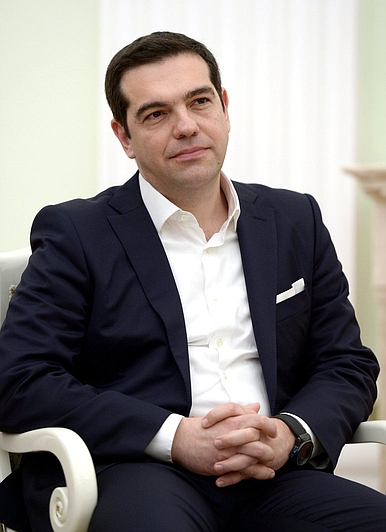
Premier Alexis Tsipras (1974)

- Alexios Alexopoulos (1971), sprinter
- Effrosyni Sfyri (1971), beachvolleybalster
- Vasso Karadassiou (1973), beachvolleybalster
- Giorgos Lanthimos (1973), regisseur, scenarioschrijver en filmproducent
- Akis Zikos (1974), voetballer
- Stelios Giannakopoulos (1974), voetballer
- Alexis Tsipras (1974), premier van Griekenland
- Thomas Bimis (1975), schoonspringer
- Paraskevas Antzas (1976), voetballer
- Georgios Alexopoulos (1977), voetballer
- Nikos Polychronopoulos (1978), carambolebiljarter
- Christos Patsatzoglou (1979), voetballer

### 1980–1989
- Giourkas Seitaridis (1981), voetballer
- Alexandros Tzorvas (1982), voetbaldoelman
- Steve Angello (1982), producent en dj
- Ariane Labed (1984), Frans actrice
- Vassiliki Arvaniti (1985), beachvolleybalster
- Georgia Salpa (1985), Iers fotomodel
- Orestis Karnezis (1985), voetballer
- Grigoris Makos (1987), voetballer
- Vasileios Pliatsikas (1988), voetballer

### 1990–1999
- Ekaterini Stefanidi (1990), atlete
- Demy (1991), zangeres
- Kostas Lamprou (1991), voetbaldoelman
- Valentinos Vlachos (1992), voetballer
- Stefanos Kapino (1994), voetbaldoelman
- Andreas Vazaios (1994), zwemmer
- Giannis Antetokounmpo (1994), basketbalspeler
- Thomas Strakosha (1995), voetballer
- Maria Sakkari (1995), tennisster
- Elizabeth Omoregie (1996), Sloveens handbalster
- Kaj Sierhuis (1998), Nederlands voetballer
- Stéfanos Tsitsipás (1998), tennisser

### Vanaf 2000
- Nikos Michelis (2001), voetballer
- Vasilios Sourlis (2002), voetballer